# Municipio de Splithand
El municipio de Splithand (en inglés: Splithand Township) es un municipio ubicado en el condado de Itasca en el estado estadounidense de Minnesota. En el año 2010 tenía una población de 250 habitantes y una densidad poblacional de 2,9 personas por km².

## Geografía
El municipio de Splithand se encuentra ubicado en las coordenadas 47°4′44″N 93°21′4″O / 47.07889, -93.35111. Según la Oficina del Censo de los Estados Unidos, el municipio tiene una superficie total de 86.31 km², de la cual 84,81 km² corresponden a tierra firme y (1,74 %) 1,5 km² es agua.

## Demografía
Según el censo de 2010, había 250 personas residiendo en el municipio de Splithand. La densidad de población era de 2,9 hab./km². De los 250 habitantes, el municipio de Splithand estaba compuesto por el 96,8 % blancos, el 0,4 % eran afroamericanos, el 2 % eran amerindios y el 0,8 % eran de una mezcla de razas. Del total de la población el 3,2 % eran hispanos o latinos de cualquier raza.